# Variationen über ein Thema von Corelli, op. 42

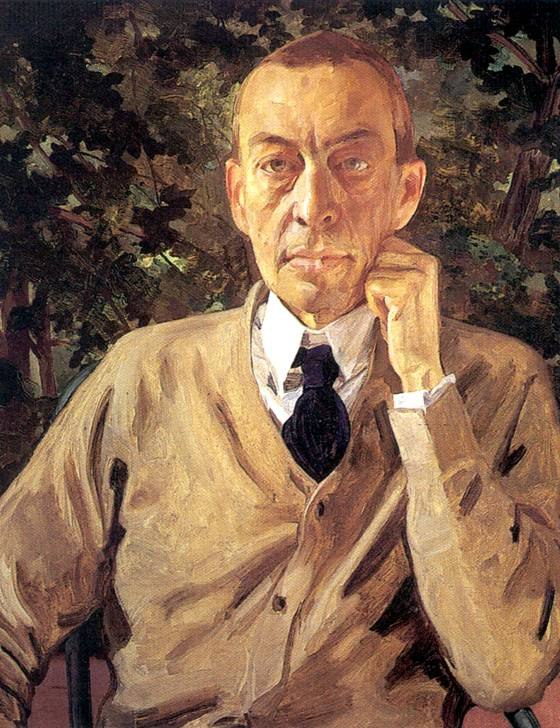
Porträt Rachmaninows, von Konstantin Somow

Die Variationen über ein Thema von Corelli, op. 42 sind ein 1931 komponiertes und 1932 veröffentlichtes Klavierwerk von Sergei Rachmaninow.
Wie in den längeren und virtuoseren Variationen über ein Thema von Chopin, op. 22 von 1903 bereicherte der Komponist die Variationsform, indem er ihren Verlauf mit der Dreiteiligkeit des Sonatenhauptsatzes und anschließender Coda kombinierte.
Die von einer Stimmung des Abschieds getragene Komposition hebt sich mit ihrem dramaturgischen, die einzelnen Nummern zusammenhaltenden Spannungsbogen und der zurückgenommenen Klangfülle der Akkorde von dem früheren Variationswerk ab.
Das Thema der Variationen, sein letztes großes Werk für Klavier solo, stammt – anders als es der Titel vermuten lässt – nicht von Arcangelo Corelli, sondern wurde von diesem nur für eine eigene Komposition genutzt. Rachmaninow war von Fritz Kreisler, dem die Komposition gewidmet ist, auf die Melodie aufmerksam gemacht worden.

## Inhalt
Wie alle bedeutenden Werke des Komponisten steht der Zyklus in einer Molltonart (d-Moll) und präsentiert sich mit nur 20 Variationen und Coda sowie einer Spieldauer von etwa 20 Minuten vergleichsweise kurz und prägnant. Die einfache Struktur der Melodie – eine neunmalige Wiederholung der ersten Phrase mit fünftönigem Ambitus – eröffnet etliche Variationsmöglichkeiten, die schon von vielen anderen Komponisten vor Rachmaninow genutzt worden waren.
Dem wehmütigen Thema folgen drei Abschnitte, von denen der erste mit 13 Variationen seinerseits in drei Gruppen unterteilt ist, die jeweils mit einem langsamen Satz beginnen und mit einem schnellen schließen. Es folgt ein improvisatorisch anmutendes Intermezzo, das den Anfang des langsamen Mittelteils mit den Variationen 14 und 15 markiert, dem sich unmittelbar das kurze Finale anschließt, das durchweg in raschen Tempi gespielt wird. Die Coda (Andante) über dem Orgelpunkt D führt zurück zur schmerzlichen Stimmung und dem ursprünglichen Zeitmaß des Variationsthemas.
Sieht man von dem Zwischenspiel ab, bilden die einzelnen Variationen ein formal zusammenhängendes, geschlossenes Werk, zeigen indes eine Vielzahl kompositorischer Einzelheiten, die Rachmaninows Kunst der kleinen Form dokumentieren, so in der Gegenüberstellung von 3/4- und 2/4-Takt in der fünften, oder in dem Adagio misterioso der sechsten Variation. Vor allem die Stücke 11 bis 13 sowie das Intermezzo mit seiner Modulation nach Des-Dur bieten einen interessanten Einblick in den harmonischen Reichtum der Komposition.

## Entstehung und Hintergrund

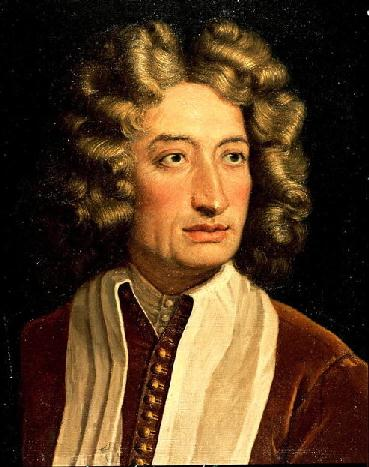
Arcangelo Corelli, um 1690

Das Variationsthema seiner letzten bedeutenden Komposition für Soloklavier ist die Melodie eines bekannten portugiesisch-spanischen Tanzes, die der Namenspatron in seiner Violinensonate op. 5 Nr. 12 in d-Moll verwendete, ein bei Violinisten sehr beliebtes und einflussreiches Variationswerk für Violine und Basso continuo, das seinerseits bearbeitet wurde und zahlreiche Komponisten zu weiteren Werken anregte.
Ihrer Herkunft gemäß nannte Corelli sie „La Folia“ (dt. „die Wahnsinnige“), eine Bezeichnung, die sich auch auf das entsprechende Satzmodell der Barockmusik bezieht.
Die schlichte Melodie des alten Tanzes wurde auch von vielen anderen Komponisten aufgegriffen und verarbeitet. Johann Sebastian Bach etwa verwendete sie in seiner Bauernkantate, Luigi Cherubini in der Oper Hotellerie portugaise und Franz Liszt in seiner virtuosen Spanischen Rhapsodie.
Der Komponist und Geiger Fritz Kreisler stellte Rachmaninow die Melodie vor, als sie an Violinsonaten von Ludwig van Beethoven, Franz Schubert und Edvard Grieg arbeiteten und Schallplattenaufnahmen machten.
Der Uraufführung am 12. Oktober 1931 in Montreal war ebenso wenig Erfolg beschieden wie weiteren Konzerten der Saison in den Vereinigten Staaten. In einem Brief an Nikolai Karlowitsch Medtner schrieb Rachmaninow, dass nur eine von fünfzehn Aufführungen erfolgreich verlaufen sei und er selbst seine eigenen, ihm langweilig erscheinenden Kompositionen nicht interpretieren könne. Das Publikum, das nach wie vor großes Interesse an seinem zweiten und dritten Klavierkonzert zeigte, reagierte während der Vorführung ablehnend, so dass er die vollständige Reihe niemals spielte, sondern etliche Variationen ausließ.